# Шумилов, Иван Иванович
Иван Иванович Шумилов (12 июля 1938, Ленинград — 20 февраля 2025, Стокгольм) — русский, шведский музыкант (блок-флейта), композитор, педагог, деятель международного музыкального просветительского движения. На раннем этапе своего творчества — один из пионеров развития джаза в послевоенном СССР, в дальнейшем — инициатор пробуждения интереса к старинной музыке, — поборник и подвижник возрождения старинных музыкальных инструментов, исследователь и составитель сокровищницы нотных записей и музыкальной литературы. Теоретик музыкальной педагогики, разработавший уникальную методику. Член попечительского совета Русского музыкального общества, основатель и президент Международного Клуба друзей И. Х. Романа (англ.  International music association friends of Roman), член Союза композиторов Швеции, директор музыкального издательства Musici Segreti (Музыкальные секреты).

## Биография
Иван Шумилов родился в Ленинграде в семье Ивана Григорьевича Шумилова, мастера цеха Завода имени Ворошилова, мать — Валентина Викентьевна Шумилова, дед, Григорий Шумилов — искусный краснодеревщик, почётный гражданин Санкт-Петербурга. В начале войны трёхлетний Ваня Шумилов был эвакуирован на последнем пароходе, едва не утонувшем под бомбёжкой.
Вернувшись в Ленинград, Иван бросил школу после седьмого класса, с головой окунулся в музыку. А предшествовал тому услышанный в той же школе, в исполнении учительницы, Моцарт, который распахнул перед Ваней неведомую для него доселе музыку, заставил его душу радостно трепетать.
Иван Шумилов ушёл из жизни после продолжительной болезни 20 февраля 2025 года в Стокгольме.

## Творчество

### Джаз
На отцовском заводе, где Иван работал токарем, он нашёл никому не нужный трофейный саксофон, сам разобрался в азах звукоизвлечения, а в клубе Невского дома культуры, «волею фатума», руководитель самодеятельности, балалаечник оркестра русских народных инструментов В. В. Андреева, оказался чутким педагогом, который, если сразу и не дал юноше ключ к пониманию самоё себя как музыканта, то и не погрузил во мрак бездумного и бездушного штудирования: «Ты длинные ноты видишь? Вот их и играй. Что не можешь играть, — не играй, молчи». И по прошествии многих лет, уже будучи сам опытным педагогом, разработав оригинальную и действенную самостоятельную систему обучения, Иван Шумилов с благодарностью вспоминает этот мудрый, бережный подход при «введению в музыку».
Было скучно сидеть за партой. Я в юности был бунтарём. Полюбил джаз, сам научился играть на модном в те времена саксофоне. …Были молоды и никого не слушали. Сталин давно умер, и, казалось, жить теперь надо совсем по-другому; весело и легко. Наша музбригада, заключив договор с Читинской филармонией (а иначе в те времена было нельзя), бодро колесила по стране. Мы делали «чёс», кажется, что и сегодня музыканты так про это говорят. Объезхали всю Сибирь, Урал. Деньги не переводились, всё время на такси ездили, жизнь казалась приятной и весёлой.Иван Шумилов
Но, тем не менее, джаз — это не только чёс, но ещё и импровизация. И настал день, когда велением души музыкант, преодолев кризис, пришёл к другой музыке, в которой творящий её также изначально был импровизватором — к миру старинной, неакадемической музыки (к джазу, точнее, к его производным — в виде Rhythm & Blues'a, рока или синтеза форм, он впоследствии вернётся); но по счастливому стечению обстоятельств (чудесно — как он сам часто характеризует волю случая в своей судьбе) Иван Шумилов, почти бессознательно придя в Юсуповский дворец на концерт старинной музыки, встретил Владимира Федотова, ставшего впоследствии его учителем на поприще постижения неисчерпаемых и порой неимоверно сложных, труднопостижимых для современного человека особенностей этого мира, корнями уходящего в переходную пору — от античности к средневековью.
Иван Шумилов покупает за три рубля немецкую блокфлейту и начинает самостоятельные занятия: играет по нотам клавесинный концерт И. С. Баха, — словно вместе с музыкантом (Зузаной Ружичковой), исполняющим этот же концерт на пластинке. Когда, набравшись смелости, он пришёл к Владимиру Федотову, возникло ощущение, что тот ждал ученика; — начали играать вместе. Через год они уже исполняли в капелле «Бранденбургский концерт» И. С. Баха для двух флейт и клавесина.

### Старинная музыка
На переходном этапе своей карьеры Иван Шумилов обращается к взаимопроникновению музыкальных форм: не уйдя ещё полностью из джаза, музыкант использует новый опыт, делая переложения старинной музыки, включая их в джазовые номера. Это освежает выступления, способствует большей популярности его и без того успешного коллектива. Здесь уже явно проявляются его понимание музыки в сочинительских позициях.
Своё охлаждение к джазу Иван Шумилов видит в том, что эта форма (прежде всего, конечно, мейнстрим) утратила многие свои творческие черты, — замкнувшись на найденных лапидарных приёмах, она перестала генерировать и выражать в процессе своего исполнения живую творческую мысль. Музыкант говорит: «…Джаз — это очень хорошая музыка, но ограниченная. Старые джазмены много лет используют одни и те же схемы, в них нет жизни и неоткуда взять». К подобному мнению пришли и другие музыканты. Например, итальянский контрабасист, композитор Стефано Скодааниббио в одном интервью указывает на то, что джаз потерял для него притягательность из-за «чрезмерной назойливости цитат».
Однако большой джазовый опыт сослужил свою службу и в новом его качестве: И. Шумилов
импровизирует, исполняя произведения, принадлежащие к другим видам и направлениям музыки, объединённым одним общим понятием — старинная; то есть он благодаря тому максимально приближается к живым её истокам. Он не последовал примеру музыкантов западной, а в дальнейшем и российской школы, стремившихся к буквальному, формально-реконструктивному исполнению старинной музыки. Чем академические музыканты, по его мнению, зачастую лишают её основного достоинства — живого, возникающего непосредственно в процессе исполнения образного языка.
Тридцать пять лет тому назад (1964) после бурной джазовой жизни я пришёл к Владимиру Федотову моему учителю, и он открыл для меня этот необъятный замечательный мир старинной музыки. Уже через семь месяцев я играл с ним в концертах с такими замечательными музыкантами как Алексей Любимов, Татьяна и Анатолий Гринденко, Олег Каган, Олег Худяков, Гидон Кремер и др. нас было мало тогда и все мы, музыканты Москвы и Ленинграда, были друзья, а не конкуренты и открывали для себя и слушателей много музыки, которую до нас никто не играл.Иван Шумилов
Тут не было бичующих «чуждое мировоззрение» лозунгов («От саксофона до финского ножа один шаг!», «Сегодня он играет джаз, а завтра родину продаст!»), но были свои сложности, выраженные отсутствием полноценного представления о том, что собою являл этот мир — мир живых звуков, в корне отличавшийся от предложенного идеологией в виде единственного «правильного» стандарта, разработанного «жрецами» соцреализма. Не было нот, способных стать достоверным связующим звеном на пути этого постижения; в конце концов, труднодоступны были инструменты, которые позволяли в полной мере аутентично исполнять эту музыку. Иван Иванович Шумилов и здесь стал пионером — он начинает исследовать в архивах соответствующие фонды, переписывать от руки с немалым трудом найденные ноты, множит их на примитивной копировальной технике — этот своеобразный самиздат сделает доступными партитуры для многих композиторов и музыкантов (очень многое из того и для последующих поколений станет ключом, открывающим двери в этот мир, только благодаря ему). Настоящая деятельность, помимо самостоятельного творчества, исполнения множества произведений — от эпохи раннего средневековья до барокко — станет делом его жизни.

### Ансамбли. Фильмы. Лицедейство
В период с момента прихода в старинную музыку, вплоть до отъезда в Швецию (а как будет видно в дальнейшем — и там), Иван Иванович Шумилов участвовал во многих проектах, самых разных — и жанрово, и по масштабам. Он играл в разных ансамблях и сам создавал их, выступал с ними в Капелле и Филармонии, во дворцах и на улице, в театральных постановках и фильмах, поддерживал новые начинания и становился их инициатором. Обретя уверенность в своих силах, он начал делиться постигнутым и открытым, создал свою школу, через которую прошли очень многие ныне известные музыканты, музыканты новых поколений пользуются найденными им и адаптированными к исполнению нотами — это отдельная, особая тема в его творческой жизни.
Одни из первых опытов на этом большом пройденном им в России пути связан с таким известным коллективом как «Мадригал», некоторые музыканты из его состава упомянуты И. Шумиловым в рассказе о начале «последжазовой» карьеры. Он начал играть в ансамбле ещё под руководством его основателя А. М. Волконского. Репертуар исполненного очень велик. Играет с ними Иван Иванович и после отъеза из России. В 1982 году он совершил гастрольное турне: с Алексеем Любимовым (клавесин) и Анатолием Гринденко (виола да гамба) — Рязань, Воронеж, Тамбов; перед концертом в Тамбовском музыкальном училище Алексей Любимов заявил, что своё выступление трио посвящает питомцу заведения — князю А. М. Волконскому, повергнув партер, заполненный «отцами города» и «слугами народа», в столбняк — минуло уж десять лет как тот навсегда покинул Россию, но и тогда эта слова уважения звучали для них крамолой…; Новосибирск, Омск, Томск — с Алексеем Любимовым и Александром Осокиным (виолончель); в Новосибирском академгородке, в Новосибирском музыкальном училище. Это были атрепризы Союз- и Росконцерта. Выступал И. Шумилов в составе «Барокко» и других ансамблей.
А потом в Ленинграде, в октябре 1987 года, состоялся фестиваль старинной музыки. И. Шумилов тогда уже руководил созданным им из учеников его университетской школы ансамблем Musica Practica. Но на официальное мероприятие его не пригласили, хоть организаторам не могло быть неведомо о существовании этого коллектива — он уже успешно концертировал. И тогда И. Шумилов открыл 1-й альтернативный фестиваль старинной музыки — у Казанского собора: «Исполнителей на старинных музыкальных инструментах — в Красную книгу». Слушателей было настолько много, что об этом сразу стало известно в городе — была реакция в прессе, в теленовостях. Проблемы со стражами правопорядка были, но при такой большой аудитории этого протестного, но деликатного и неагрессивного «сейшна», они предсказуемо разрешались в пользу «возмутителей спокойствия» — резонанс был слишком заметен. Солидарность проявили не только музыканты, участвовавшие в официальном — в это уличное действо включились и приехавшие с Сергеем Курехиным и Борисом Гребенщиковым американские музыканты (Нью Эйдж). Вечером вместе с ними был записан альбом.
Старинная музыка Ивана Шумилова совершила вместе рок-музыкой Сергея Курехина европейское турне, в котором приняли участие тогда ещё не слишком известные художники — Сергей Бугаев, Тимур Новиков и другие.
Иван Шумилов с Musica Practica, в лице Вячеслава Харипова (флейта крумхорн), Дмитрия Кольцова (валторна) и Сергея Шуракова (аккордеон), участвовал в записи Б. Гребенщиковым с «Аквариумом» первого их официального альбома «Равноденствие» (1987). Иван Иванович выступал с поп-механикой С. Курёхина, в частности — на известных концертах в СКК, БКЗ — с Сергеем Летовым, Манфредом Херингом (нем. Manfred Hering), Юрием Касьяником, Аркадием Шилклопером и многими других музыкантами, с его участием записано несколько дисков.
Во время посещения России Джоном Кейджем состоялся микро-перформанс «Водная симфония», где основным инструментом при создания этого в полной мере алеаторического музыкального произведения, что ясно из его названия, явилась вода — в мастерской С. Бугаева: Джон Кейдж, Иван Шумилов, Сергей Курёхин, Тимур Новиков и Африка (1988).
Говоря о шумиловской школе старинной музыки в университете (много лет занятия проходили в Ректорском флигеле, с творчеством одного из былых обитателей которого, Александра Блока, творчество Ивана Шумилова впоследствии соприкоснётся), нужно отметить, что через неё прошли десятки музыкантов, здесь занимались и многие любители — это в кругу определённой части молодёжи, не удовлетворявшейся пассивным топтанием на полуподпольных концертах даже и не самой плохой рок-музыки, стало почти модным.
Ансамбль «Musica Practica» и впоследствии его возрождение в Швеции
7 концертов в сезон — Пушкин, Петергоф
Выступление в музеях и выставочных залах
Начало работы в библиотеках и архивах
Коллекция старинных музыкальных инструментов
«Сирано де Бержерак»
(инструменты использованы в фильме)
Коллекцию, одну из крупнейших в России, украли
Беседы о музыке — Копылова
«Игра о Робене и Марион»
Последний раз, перед тем как последовательно стали её изучать в 1960-е годы музыканты круга В. Федотова и И. Шумилова, интерес к старинной музыке в России проявили создатели «Старинного театра». Тогда же, по всей видимости, последний раз не музейный, исторический интерес был проявлен и к старинным инструментам — они звучали в постановках. Символической в этой «эстафете» предстаёт постановка «Игры о Робэне и Марион», предпринятая в
«Трубадур из Стокгольма»
Музыка и Поэзия — Владимир Ларионов
Крутикова
Лейферкус, Сергей Петрович
Емельянов
Стоянов
Интерьерный театр
Выступление на улице
Продолжение этой традиции в Швеции

### Швеция
Уехал с семьей в 1989 году
Двадцать лет работы в архивах и библиотеках
Музей средневековья
Понимание духовной сущности музыки
Как душа может быть возвышена до райского или повергнута в адское состояние,
Кризис
Как и раньше из него музыканту помогла выйти музыка

### Иерусалим
Непостижимое возникновение музыки (как и в работе художника, извлекающего казалось бы из небытия (для зрителя), а в действительности из трансцендентного бытия, — свои произведения), которая проходит через сознание создающего и исполняющего её, большее воздействие производит на самого создающего, доносящего её до слушателя
Александр Блок
«Роза и крест»
Коктебель
Максимилиан Волошин и масонская музыка
Издательская работа
Богатейшее собрание нот, переписанных от руки каллиграфическим почерком, стилизованном в духе старинных записей.
В Петербурге в Российской Национальной Библиотеке в марте 2008 года Клуб друзей Романа совместно с РМО провёл музыкальный фестиваль «Иоганн Роман и музыка Шведского Королевского Двора». В клубе любителей домашнего музицирования, в нотном отделе РНБ прошли мастер-классы, когда в течение недели все их участники получили возможность практиковаться в камерной музыке XVIII века под руководством профессионалов высокого класса. Издательство «Msici Segreti» за 20 лет опубликовало свыше десяти тысяч шедевров камерной музыки XVIII века, доступной для любого камерного состава. Программы издательства одобрены Методическим Кабинетом по культуре и искусству Москвы и Московской области. Ноты закуплены Московской Государственной Консерваторией и Российской Национальной Библиотекой (Петербург).

### Педагогика
Университет. Musics Practica
Интуиция
Интуитивная или импровизационная музыка? — И то, и другое!
Импровизация
Карл Орф
Параллель с форкурсом
Живая музыка

## Признание
- Американским биографическом институтом (ABI) избран «Человеком года» — 1993.
- В 1993 году Международным биографическим обществом (по международной версии «Кто есть кто в музыке»[англ.] — Кембридж /Англия/) включен в 14-е издание Словаря Музыкантов (Классическая музыка).

## Публикации

### Дискография
Классическая музыка
- Георг Филипп Телеман. Камерная музыка на оригинальных инструментах. Владимир Федотов, Иван Шумилов — блкфлейта, Лия Мелик-Мурадян — скрипка, Джамиль Мамедов — виолончель, Алексей Любимов — клавесин. 1970. Мелодия

- Записи в Иерусалиме и Галилее
  - Sunday at Jerusalem’s Church of the Dormition / Воскресенье в Успенской церкви Иерусалима — Вивальди, Стефани, Дьюпар, Альбинони; Иван Шумилов — блокфлейта, Александр Розенблатт — орган, клавесин. Апрель 1999
  - Ten Centuries of Music / Десять Веков Музыки — для блокфлейты и лютни с Ивном Шумиловым, Марком Идланом и с ансамблями «Аквариум» и «Популярная Механика» — Релиз 2000
  - Il Prete Rosso / Рыжий аббат — Шесть концертов Вивальди. Аранжировка Ивана Шумилова. И. Шумилов — блкфлейта, А. Розенблатт — клавесин, З. Равид — орган. IMAF of Roman (Sweden). 1999
  - «Galilean Impromptus» — Вивальди, Альбинони, Куперен, Гайдн, Шумилов и другие. — И. Шумилов — блокфлейта и крумхорн, А. Венгеров — гобой, М. Шмит — скрипка, А. Барский — виолончель, Р. Левин — вокал, З. Равид — орган, А. Розенблатт — клавесин, орган, гармониум, фортепиано. IMAF of Roman (Sweden) & NK Historical Records Unlimited (Israel). 1999
  - Anonimus, 20th Century — Original works of Ivan Shumilov and his daughters Elena and Xenia. Concerto in G-major /
  - Virtuosi di Galilea. Live recordings from the 2’nd Festival «Galilean Impromptus» / Виртуозы Галилеи. — Марескотти, Браун, Вивальди, Телеман, Дюфли, Гайдн, К. Ф. Э. Бах, Коретте — Концертная запись на 2-м фестивале «Галилейские экспромты» — 2000: И. Шумилов — блокфлейта; И. Славни, Т. Зюсскинд — скрипка; А. Фейн — фагот; А. Розенблатт — клавесин.
  - Virtuosi di Galilea. Chamber Music in St. Petersburg in XVIII Century. Live recordings from the 2’nd Festival «Galilean Impromptus» (cassette № 2) / Виртуозы Галилеи. Камерная музыка в Санкт-Петербурге в XVIII веке. — Березовский, Роман, Стамиц, Монсиньи — Концертная запись на 2-м фестивале «Галилейские экспромты» (кассета № 2) — 2000: И. Шумилов — блокфлейта; И. Славни, Т. Зюсскинд — скрипка; А. Фейн — фагот; А. Розенблатт — клавесин.

Другие формы, направления и жанры
- С С. Курёхиным и Поп-механикой
  - «Music makes the snow melt down» («От музыки тает снег») — Soundings of the Planet musicians, Soviet musicians (Ivan Shumilov: antique flutes) & Kiev Music College Ukrainian girls choir — USA (Recorded live in the Soviet Union). 1987
  - «Опера Богатых». SoLyd Records. 1991: …Иван Шумилов — крумхорн (1, 6) флейта (1, 5, 6)
  - «Опера богатых» (винил рип) — 1992
  - «The Rich’s Opera». 1998
  - «Live At…» — WestBam * Popular Mekanik * Sergey Kuryokhin: Live at Riga (Sergey Kuryokhin, Westbam, Viktor Tsoi, Georgy Guryanov, Yuri Kasparian, Victor Tihomirov, Afrika (Sergey Bugaev), Vladimir Dikanski, Ivan Shumilov, Alexander Liapin etc) — Во второй части альбома:
    - Live At Riga
    - 4. Отец — Сергей Курёхин, Поп-Механика, WestBam
    - Featuring — Александр Ляпин, Виктор Цой, Владимир Диканьский, Георгий Гурьянов (Густав)*, Иван Шумилов, Игорь Тихомиров, Африка (Сергей Бугаев)*, Юрий Каспарян 20:42
    - 5. Сын — Сергей Курёхин, Поп-Механика*, WestBam
    - Featuring — Александр Ляпин, Виктор Цой, Владимир Диканьский, Георгий Гурьянов (Густав)*, Иван Шумилов, Игорь Тихомиров, Африка (Сергей Бугаев)*, Юрий Каспарян

  - USA. 2 × CD. SoLyd Records. 2012: …Flute [Antique Flutes] — Ivan Shumilov* (tracks: 2-8, 2-10, 2-11)

- С Б. Гребенщиковым и «Аквриумом»
  - «Равноденствие»

- С «Digital Samsara»
  - «„Цифровая Сансара“ (Шани Бен-Канар, Валери Дечен Палей) активно участвует в музыкальных экспериментах, мультимедиа, создании фильмов и кинохроники.
  - Затрагивает диапазон музыкальных жанров — от полностью акустического этно, электроакустической среды (эмбент), — от мира электроники до психоделического транса, Для „Цифровой Сансары“ характерно экзотическое сочетание звуков различных культурных традиций с голосами современных технологий киберпространстве» (Discogs).